# بيير جيرو
بيير جيرو (بالفرنسية: Pierre-Noël Giraud)‏ (و. 1949  م) هو اقتصادي، ومهندس فرنسي، ولد في مارسيليا.

## التعليم
تعلم في المدرسة المتعددة التكنولوجية، وتعلم في المدرسة الوطنية العليا للمناجم في باريس
.